# Léon Delfosse
Pour les articles homonymes, voir Delfosse.
Léon Delfosse, né le 14 octobre 1910 dans la section de Libercourt de la commune de Carvin et mort le 20 mars 1986 à Libercourt, est un dirigeant du Parti communiste français qui fut syndicaliste et mineur, puis administrateur des Houillères au moment de leur nationalisation après la seconde guerre mondiale, qui a vu se mettre en place la Bataille du charbon et le Statut du mineur.

## Biographie

### Origines

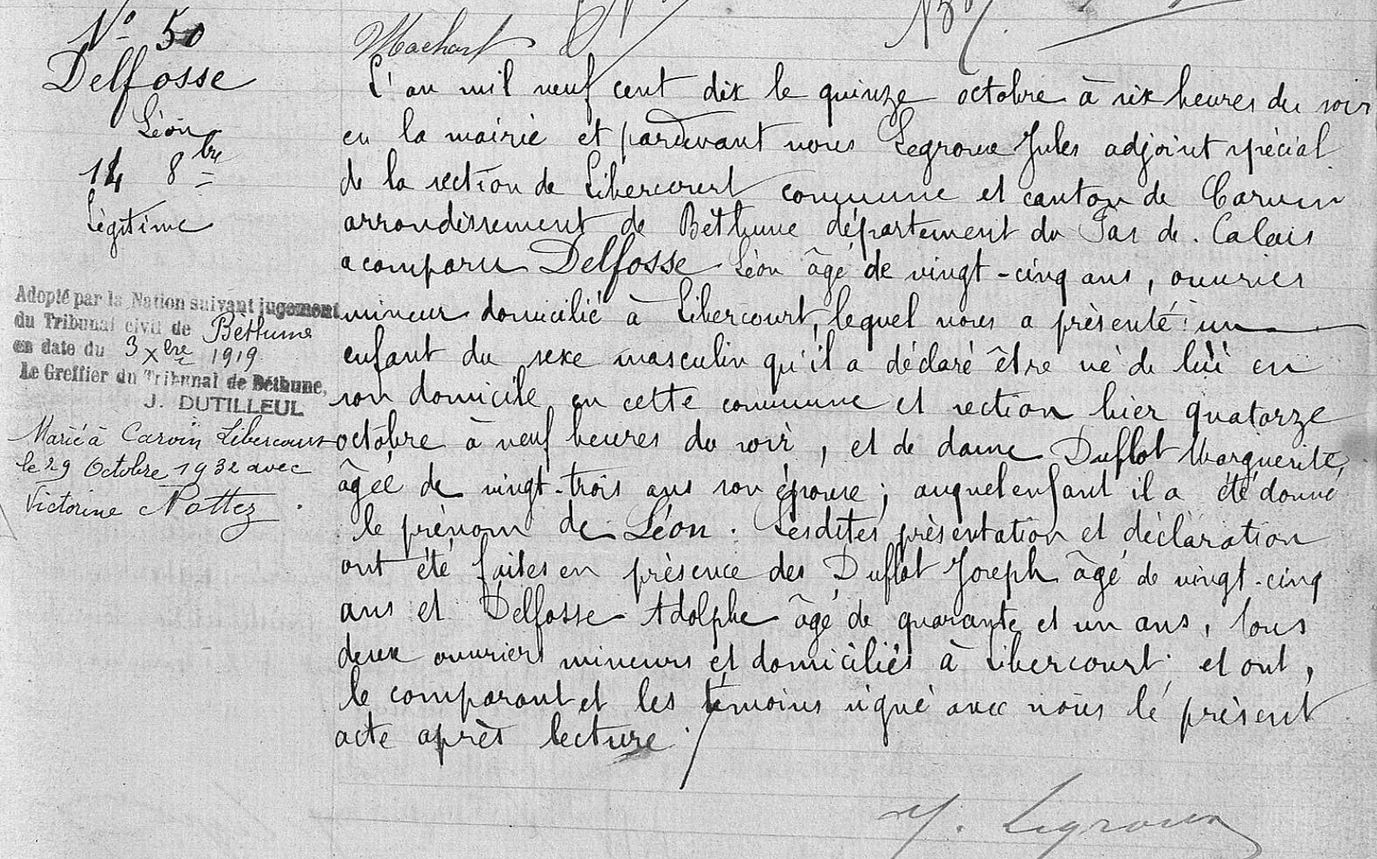
Son acte de naissance.

Né 14 octobre 1910 dans la section de Libercourt à Carvin, dans le Pas-de-Calais, Léon Delfosse descend de trois générations de mineurs, dont un arrière-grand-père descendu au fond lors de l'expansion du bassin minier d'Anzin à la fin des années 1880. Libercourt devient une commune à part entière en 1947.

### Carrière professionnelle et syndicale
Dans les années 1922-1923, il fut « escailleur », aide-raccommodeur, chargeur et rouleur puis à vingt ans ouvrier qualifié travaillant sur le front de taille puis partit au service militaire dans l'Infanterie en octobre 1931. Auparavant, il a milité aux Jeunesses socialistes d'Oignies, et s'est fait élire dans ce secteur secrétaire adjoint du Parti socialiste et de la CGT, dont il est ensuite administrateur du syndicat des mineurs du Pas-de-Calais.

### Seconde guerre mondiale
Fait prisonnier en mai 1940, Léon Delfosse réussit à s’évader et à reprendre son travail à la mine. Victime d’une « dépression nerveuse », il part chez son parrain dans l’Est puis à Saint-Étienne, où il est arrêté par la police et transféré à Béthune en mars 1943, puis à Douai le mois suivant, où il est condamné à six ans de prison pour des actions clandestines. Evadé du camp d’Éperlecques (Pas-de-Calais) en juillet 1943 avec 280 autres détenus, il rejoint les FFI, participe à la grève insurrectionnelle de l'été 1944 et obtient le grade de capitaine.

### Nationalisation des mines

#### Bataille du charbon et stakhanovisme
Léon Delfosse est un des principaux adeptes de la « bataille du charbon » et de l'implantation en France du stakhanovisme, dès octobre 1944 puis en janvier 1945 lorsqu'est remis en place un système de paiement individuel, dit "Bedeaux", poussant au rendement mais appliqué de manière opaque, faisant "qu'au final, le salaire perd toute lisibilité à cause d'un complexe jeu de coefficients alors qu'auparavant les choses semblaient claires et simples : les mineurs travaillaient en équipe et étaient payés au nombre de berlines", selon Serge Curinier, professeur d'histoire à Sciences Po Lille . Ce système "Bedeaux" a notamment exacerbé le ressentiment contre le rôle excessif donné  pendant l'occupation allemande à l'encadrement minier, accusé de collaboration par le journal clandestin L'Enchainé du Pas-de-Calais notamment lors de la répression de la Grève patriotique des cent mille mineurs du Nord-Pas-de-Calais en mai-juin 1941.
Ainsi en 1944-1945, le mot d'ordre syndical « travailler d'abord » ne « suscite pas l'enthousiasme » d'autant qu'il risque de générer plus de poussière de charbon et donc de silicose. Même si elle est alors encore assimilée par les médecines des mines à l'anthracose, nom générique d'une série de maladies liées à diverses espèces de champignons phytopathogène et à l'humidité, notamment au printemps et à l'automne, les mineurs viennent d'obtenir en août 1945 qu'elle soit reconnue comme maladie professionnelle. La généralisation des machines d'abattage minier lourdes (marteaux-piqueurs puis haveuses), sans neutralisation des poussières à partir de la fin des années 1920 avaient transformées les mines en lieux particulièrement délétères pour la santé, phénomène aggravé par le paiement au rendement individualisé et le système "Bedeaux", les effets commençant à être perçus une génération ou presque plus tard.
Des mots d'ordre de "stakhanovistes" sont pourtant répercutés au sein de la CGT bien avant que des responsabilités économiques essentielles soient confiées à des ministres communistes à partir de novembre 1945, et malgré « l'hostilité des syndicalistes ex-confédérés à ce "stakhanovisme" », conçu par ministre socialiste de la production industrielle Robert Lacoste, notamment dès le 3 janvier 1945 lorsque la CGT demande aux mineurs de travailler certains dimanches pour augmenter la production, en amont du premier meeting de Maurice Thorez dans le bassin minier qui le 13 mars 1945 aurait réuni « 60 000 personnes à Lens », selon Liberté, et de l'« appel pressant à la production adressé aux mineurs » par Robert Lacoste à la radio le 17 mai suivant.
Si "la prime à la tonne" est aussi "une iniquité" reconnait-il, "malgré tout, il faut que le charbon sorte de nos puits pour finir la guerre", souligne-t-il dès le 3 février 1945,, alors que Nestor Calonne, secrétaire général du syndicat des mineurs CGT du Pas-de-Calais, "s’est élevé contre" lui "avec une extrême violence à propos de cette méthode" en dénonçant "le retour au travail individuel" tandis que Delfosse se déclarait pour. "Nous devons maintenant gagner une autre bataille du charbon » écrit notamment Léon Delfosse dans La Tribune des mineurs du 12 mai 1945, puis "Il faut que partout dans nos fosses, dans nos usines se crée une mystique de la production, gage de notre foi en l’avenir",.
Le modèle ainsi proposé, selon les historiens, "porte un nom : le stakhanovisme" et quelques jours avant le discours de Thorez dans la région, cette fois à Waziers en juillet, ce dernier fait écrire dans Liberté une série d’articles intitulée : « Pour gagner la "bataille de la production", demandant « Ne pourrions-nous pas nous inspirer des résultats d’un pays ami, l’Union soviétique, où le stakhanoviste est chéri à l’égal du héros des champs de bataille » ?. Léon Delfosse va par la suite affiner cette approche, par un stakhanovisme s'appuyant  sur la formation et les techniques lors du lancement du n° 1 de la revue Mineurs, en janvier 1947. Pour lui, la bataille du charbon, n'est pas seulement des objectifs quantitatifs car « une pédagogie de masse » la sous-tend. Liberté, quotidien régional du PCF, souligne qu'à la compagnie où travaillait et officiait comme délégué mineur Léon Delfosse, à Oignies, après deux coups de grisou meurtriers, ayant fait le 23 mars 1944 six morts puis le 28 mars 13 morts,, ce dernier avait fait monter le rendement au plus haut de tout le bassin minier du Nord-Pas-de-Calais, à 1002 tonne par jour, « par la pratique du salaire au rendement » et par « l'utilisation du nouveau marteau-piqueur, perfectionné par notre camarade Turblin ». Le PCF applique alors le « modèle du stakhanovisme à l'échelle du bassin minier », en vue « exaltant à la fois la performance individuelle et collective ».
Aux tout début, d'autres leaders syndicaux étaient plus prudents, comme Henri Martel expliquant en octobre 1944 au tout début de la « bataille du charbon » dans Liberté du 16 octobre 1944 que le patronat minier a "pendant des années, en particulier 30-35, et durant l’occupation, usé physiquement les mineurs, et moralement d’avoir tué en eux l’amour du métier (...)  aujourd’hui le métier dégoûte au point que le grand rêve des parents est de soustraire le fils à la mine". Le journal socialiste L’Espoir du 19 avril 1945 estime même, lui, que "le stakhanovisme, c’est d’une manière déguisée, qu’on le veuille ou non, le retour à certaines méthodes maudites que les mineurs ont condamnées".
En raison de l'opposition au stakhanovisme, particulièrement forte dans l'ouest du bassin minier, y compris au sein de la CGT et du PCF, c'est dans la partie orientale qu'il est mis en place d'abord, notamment à Denain, par une journée d'étude des jeunes mineurs les 25 et 26 août 1945, où l'un des participants réclame la "création d'équipes de choc, comme en URSS". Au puits n° 2 de la fosse dite "Sabatier" de l'ex-compagnie des mines d'Anzin, à Valenciennes, un groupe d'élite est constitué à l'instigation de l'URJF, les jeunesses communistes, estimant que « pour récompenser « ceux qui travaillent, il faut les citer à l'honneur, en faisant connaître les héros de la mine par la presse, la radio, en remettant s'il le faut des décorations ». Puis dans cette même Fosse Sabatier, en décembre 1945, face à la baisse de la production et du rendement causé par la Sainte-Barbe, Liberté rapporte le 2 décembre 1945 que "les jeunes de l'UJRF ont lancé le mot d'ordre, à chaque jeune mineur une tonne de plus par jour, par ce geste ils prouvent leur civisme et leur patriotisme",. Bien que basé à Oignies, Léon Delfosse écrit en octobre 1945 dans La Voix du mineur, organe du Syndicat unitaire des mineurs du bassin d'Anzin fondé en 1907, qu'un ouvrier seul pourrait livrer jusqu'à 20 berlines de charbon dans un des puits,.

#### Promotion à la direction des Houillères
Deux ans après la Libération de la France, le journal officiel publia en mars 1946 un arrêté assez contesté, destituant les trois directeurs généraux adjoints des Houillères du Nord, remplacés « de manière parfaitement contestable juridiquement, pour assurer l'encadrement idéologique du bassin minier », selon les mémoires de Paul Gardent, futur directeur général des Charbonnages de France alors que Michel Duhameaux, ex inspecteur de la production sous l’occupation les avait choisis « pour leurs connaissances minières »
Parmi les promus contestés, deux proches du numéro un communiste Maurice Thorez, Léon Delfosse et Louis Thiébaut qui ont ensemble fondé au même moment la revue « Mineurs », rédigée sous leur direction, visant à « donner à l'ouvrier une culture technique lui permettant de mieux comprendre le pourquoi de ses dures conditions de travail », et qui souligne « les difficultés de l'heure » et les « perspectives de la modernisation » pour le rendre « solidaire du devenir de l'entreprise et par là, des destinées de la nation », s’opposant aux syndicalistes chrétiens qui jugent « impropre » d’appeler cette démarhe pédagogie « quand on sait que la dignité de la personne est délibérément sacrifiée aux buts à atteindre ».
L’affaire avait commencé au début de l’année, des syndicalistes chrétiens et le PDG refusant dans un premier temps  le candidat d'Auguste Lecoeur, son chef de cabinet, Jean Thomas et après « un mois de palabres » marquées par une tentative d’imposer le vote à mains levées, un « compromis » élit à la présidence Louis Thiébault , aux vice-présidences, Florent Lampin, et le journaliste chrétien Jules Catoire, tandis que Léon Delfosse, Georges et Mangez, sont les directeurs adjoints du nouveau patron, l’ingénieur CGT Jean Armanet.
Delfosse est ainsi nommé le même jour que Jean Armanet, rapporteur de la commission de modernisation des houillères et secrétaire du syndicat CGT des ingénieurs et cadres supérieurs des mines. Ces décisions portent à cinq le nombre de directeurs généraux adjoints, chiffre maximum prévu par le décret du 30 décembre 1944, et sont formalisées dans un texte du 27 février 1946. Le même jour, Maurice Thorez, qui organise une visite le mettant en scène à la fosse 8 de l’Escarpelle à Auby, près de Douai, avec Auguste Lecoeur, responsable du charbon au gouvernement et Victorin Duguet, secrétaire de la Fédération nationale des mineurs, s'arrange pour la présence de Léon Delfosse sur un cliché, retouché par la presse du 28 février 1946. Ce texte deviendra le décret du 5 mars 1946, signé par Auguste Lecoeur après avoir été rédigé par son ministre de tutelle Marcel Paul, et la consultation du syndicat des ingénieurs CGC et du PDG des Houillères Michel Duhameau.
Mais ce « compromis » au sein de la CGT est contesté à l’extérieur : les cadres CGC se déclarent prêts à se mettre en grève, tandis que Michel Duhameau monta à Paris. Il faut alors un « arbitrage rendu par le président du gouvernement » publié au Journal officiel du 17 mars  pour que Léon Delfosse et Jean Armanet soient confirmés. Le bureau de la fédération des mineurs déclare  cependant ne pas pouvoir s'associer à l'arbitrage et réclame de « voir se réaliser rapidement la véritable nationalisation ».
Duhameaux refuse de son côté de conférer des pouvoirs aux promus, en faisant valoir les articles 2 et 3 du décret du 30 décembre 1944, mais le ministre  Marcel Paul lui transmet l’ordre de s’exécuter. Lecœur, Parent et Lecointe, membres du syndicat des mineurs, doivent alors appuyer le ministre de tutelle dans une déclaration conjointe. Malgré les dissensions autour de ces nominations, la CGT-cadres publie elle aussi une déclaration, mais qui s’en tient à prendre acte avec satisfaction de la nomination de son secrétaire général Jean Armanet.
Michel Duhameaux continue cependant à refuser toute délégation de pouvoir à « ces adjoints imposés », qui furent « éconduits dès qu'ils tentaient d'intervenir dans la gestion » . La CGC et Duhameaux, consultés, avaient ensuite changé d'avis après coup, les cadres de l’entreprise étant globalement opposés à la nomination jugée trop idéologique, d’un des premiers partisans du travail du dimanche lors de la bataille du charbon.
Puis Le Monde du  21 mars 1946  annonce que « le conflit de la direction des houillères nationales rebondit » car « Léon Delfosse, secrétaire du syndicat des mineurs du Pas-de-Calais (…) vient d'adresser sa démission, en « estimant que la position prise par M. Duhameaux ne lui permettrait pas de remplir ses fonctions comme il le désire » , tandis que « le comité régional des mines du Nord, du Pas-de-Calais et d'Anzin l'avait prié de prendre cette décision ».
Ensuite, en mai 1946, la nouvelle loi nationalisa l'ensemble des houillères françaises, créant une holding les chapeautant nommée Charbonnages de France . Un peu plus tard Duhameaux fut nommé à sa présidence de cette holding et Armanet le remplaça à celles des Houillères du NPC. Léon Delfosse a fait entre-temps partie des groupes de travail pour la nationalisation des Charbonnages de France, préparée dès décembre 44 mais finalisée en 1946 en même temps que le Statut du mineur, pour lequel il a participé à la rédaction du texte final le 14 juin 1946, sa première version ayant été votée au parlement, le 17 mai 1946 mais pas entérinée.
Le 3 octobre 1946, c'est le candidat de Lecoeur à la direction qui est finalement refusé par des administrateurs issus de la nouvelle loi et Delfosse est finalement nommé administrateur. Sa promotion a été imposée par Jeannette Vermeersch, l'épouse de Maurice Thorez, contre l'avis de délégués syndicaux, selon Lecoeur.

#### Lutte contre la silicose
Un voyage en Angleterre, auquel participent Léon Delfosse et Auguste Lecoeur permet de cerner les moyens de lutte contre la silicose, comme l’injection d’eau, qui est déployée en 1947 dans le Valenciennois et dans cinq fronts de taille à Oignies, dans le Pas-de-Calais, avec des moyens d'abord insuffisants, faute d'électricité et de tuyauterie pour amener l’eau, selon le témoignage de Léon Delfosse, directeur-adjoint des Houillères du bassin du Nord et du Pas-de-Calais.

#### Œuvres sociales
Son poste de directeur adoint des Houillères du bassin du Nord et du Pas-de-Calais est spécifiquement dédié aux œuvres sociales, alors que les comité d'entreprise n'existaient pas encore. Grâce à sa fonction stratégique au moment de la mise en place de nouveaux acquis des mineurs, il participe à la mise en place du comité central d’entreprise et des comités de puits, où « pour la première fois les mineurs, par l’intermédiaire de leurs représentants syndicaux, participaient à la gestion des mines », il a organisé le 5 mai 1947 le rachat pour leurs œuvres sociales du Château de la Napoule près de Mandelieu, sur la Côte d'Azur, dit "Château Agecroft", qu'il fait aménager pour recevoir des vacanciers et qui symbolise au bord de la Méditerranée, le droit au soleil et à la réparation des maladies professionnelles pour les mineurs du Nord et du Pas-de-Calais.
Après avoir créé une "revue des Houillères", baptisée Mineurs, qui « s'efforçait de donner à l'ouvrier une culture technique lui permettant de mieux comprendre le pourquoi de ses dures conditions de travail », il promeut aussi un CAP de mineur et met fin aux écoles privées du patronat minier.
A la même époque il a œuvré à la construction de nouvelles maisons d'hebergement des mineurs, conçues pour être mieux aménagées, afin d'être plus confortables, dites "maisons Delfosse".

### Grèves de 1947 et 1948
Lors des Grèves de 1947 en France, le gouvernement l'a révoqué par une décision du 14 novembre, déclenchant le lendemain la grève et une manifestation spontanée à Libercourt, alors simple hameau de Carvin, où il réside et où Delfosse avait été secrétaire de la section CGT. Un rapport des Renseignements généraux signale alors que « Delfosse paraît être le chef de file le plus populaire » des mineurs.
Delfosse est alors mis en avant le 1er décembre 1947 lors la réunion du comité central de grève, instance improvisée par le PCF puis dissoute et critiquée par Jeannette Vermeersch lors du comité central du 23 décembre 1947, obligeant Thorez et Lecoeur à suivre et causant une autocritique au numéro un de la CGT  Benoit Frachon, qui se reproche « personnellement de ne pas avoir incité le parti à jouer un rôle dirigeant » car il vient de subir la scission de la CGT créant FO.
Plusieurs mois avant la vague de grèves suivante, le 13 mai 1948, Léon Delfosse est condamné à un mois de prison et 3000 francs d’amende pour entrave à la liberté du travail. En novembre, Aragon dédie un poème à Carvin, ville de Delfosse, mais aussi lieu où le poète avait vécu en 1940 la Bataille de France.

### Roman de Louis Aragon
Cette Bataille de France est longuement évoquée dans Les Communistes, dont plusieurs tomes sont publiés en mai 1949 puis en mai 1950 et les deux derniers en mai 1951, suscitant une certaine déception car l'intrigue s'arrête en 1940, sans mentionner l'héroïque grève des 100.000 mineurs contre l'occupant organisée en 1941 par Auguste Lecoeur.
Dans ce Tome I, Aragon décrit avec emphase l'incendie en 1940 d'un grand crassier au sud-est de Carvin: « du côté d'Oignies, Libercourt, au-dessus du bois, s'élève une masse de fumée noire, déroulant des volutes à une hauteur monstrueuse (...) comme un énorme champignon de ténèbres ».
Léon Delfosse apparait ensuite personnellement, mais encore sous forme de projet, dans la dernière partie, le tome V, de la grande fresque romancée de Louis Aragon, "Les Communistes, publié seulement en mai 1951 mais probablement écrit bien avant, car les six tomes sont sortis en trois fois, deux par deux en mai de chaque année. Aragon y décrit des hommes de Carvin, Libercourt ou Oignies, détenus par les Allemands en 1940 dans le stade d'Hénin-Liétard, à la recherche de « copains », notamment de Léon Delfosse, cité trois fois, récit qui selon les spécialistes de Louis Aragon doit sans doute à Delfosse l'essentiel de sa matière,.
En visite dans la région Aragon lit à Auguste Lecoeur, avant publication, ce passage et Auguste Lecoeur lui répond que Delfosse avait en 1940 "déserté son poste et avait fui lâchement en zone non occupée en un moment où les cadres faisaient le plus défaut". Aragon lui répond qu'il avait promis de citer le nom de Delfosse mais Lecoeur s'attend à ce que passage soit amendé.

### Guerre d'Indochine
En juillet 1949, à l'instigation de Louis Aragon, il se réconcilie avec Auguste Lecoeur, qui fut son ministre de tutelle en 1946, et soutient la cause anticolonialiste que ce dernier défend, écrivant même dans son journal que "Lecœur avait raison…", dans un numéro de La Tribune des Mineurs qui évoque notamment la guerre d'Indochine, contre laquelle une manifestation est organisée, avec également pour objectif "la défense de la Paix", dans le département,, non loin du Mémorial de Vimy, où avait eu lieu en 1940 un des premiers actes de résistance contre les Allemands dans la région, l'attaque des véhicules allemands de Vimy en septembre 1940.
Cette manifestation organisée sur le plateau de Lorette le 3 juillet 1949 fait l'objet d'un reportage photographique de Willy Ronis, de la revue Regards, qui vient de couvrir six mois plus tôt la grève des mineurs de 1948 à Saint-Étienne. Il est publié dans l'hebdomadaire Les Lettres françaises, dont le directeur Louis Aragon s'est déplacé, pour défiler avec Léon Delfosse et Auguste Lecœur, au milieu de deux pancartes brandies, « Paix au Viet-Nam » et « Amnistie aux mineurs », allusions à la répression qui s'abattit après  la grève des mineurs de 1948, le ministre de l'Intérieur visant même Aragon, pour une erreur factuelle dans un article durant la grève des mineurs de 1948 dans le Nord, et le faisant condamner fin 1949. Aragon et Lecoeur décident alors une série de chroniques littéraires dans La Tribune des Mineurs et l'invitation à Lens du peintre réaliste André Fougeron, qui présentera en janvier 1951 à Paris l'exposition "Au Pays des Mines".
Au cours du congrès du PCF d'avril 1950, Léon Delfosse est élu au comité central du PCF. Un an après parait le Tome V du roman de Louis Aragon le mettant en scène en 1940, sans modification et le même mois est publié par Madeleine Riffaud, ex-résistante de 27 ans, les "Carnets de Charles Debarge" dont chaque passage est commenté, dont un pour affirmer que le résistant Charles Debarge, fusillé en 1942 après la grève des mineurs de 1941, serait l'auteur de l'Attaque des véhicules allemands de Vimy en septembre 1940, en réalité lancée par des voisins polonais de Lecoeur, eux aussi fusillés ensuite. Les deux livres tentaient d'appuyer la réédition en septembre 1949 de "Fils du peuple", mémoires du secrétaire général du PCF Maurice Thorez, voulant que la Résistance ait commencé dès 1940 à son appel.
Auguste Lecoeur, exclu du PCF et victime d'une tentative de meurtre de ses militants en 1956, reviendra, dans ses mémoires publiés en 1963, sur le passage du livre d'Aragon mettant en scène Léon Delfosse. Peu après la mort de Maurice Thorez en 1964, Louis Aragon publiera en 1966 une nouvelle édition de son roman Les Communistes, où le rôle de Léon Delfosse en 1940 est considérablement réduit.

### Fonctions municipales
Léon Delfosse a été conseiller municipal de la commune minière de Carvin lorsque celle-ci était encore rattachée à celle de Libercourt après la seconde guerre mondiale puis maire de la commune de Libercourt de 1983 à mars 1986, date où il est décédé en fonction. Dans cette commune, au moment du plan de construction de 45000 logements modernes, les premiers exemplaires furent livrés après la guerre à la Cité de la Faisanderie, décision accompagnée par celle de la construction de maternités comme celle de Suzanne Lannoy dans l'ancien château hébergeant la direction de la Compagnie des mines de Dourges, de trois centre de réadaptation pour mineurs blessés grièvement, dont dans le château de Madame Declercq à Oignies, où fut découvert le premier filon de houille du Nord-Pas-de-Calais en 1841, et d'un centre de repos pour accueillir les mineurs les week-ends à Biache-Saint-Vaast.

### Hommages
En 1989, dans la cité du Chauffour, tout au sud de la commune de Somain, la rue de la Meuse est devenue la rue Léon-Delfosse.